# Hard to Love
«Hard to Love» — песня американского кантри-певца Ли Брайса, вышедшая 14 мая 2011 года в качестве 2-го сингла с его второго студийного альбома Hard 2 Love (2011).
Песня получила положительные отзывы, первое место в кантри-чарте Country Airplay и платиновые сертификации в Канаде и США.

## История
Композиция, в целом, была одобрительно встречена музыкальными экспертами и обозревателями.
Билли Дьюкс из Taste of Country дал этой песне три с половиной звезды из пяти. Эшли Кук of Roughstock дал песне четыре звезды из пяти, написав, что «хотя Брайс и не написал сам эту песню, он проделал большую работу по поиску того, что соответствует его звучанию и его стилю».

## Музыкальное видео
Официальное музыкальное видео вышло в апреле 2012 года, режиссёр Eric Welch

## Чарты и сертификации

### Еженедельные чарты
| Чарт (2012)                         | Высшая позиция |
| ----------------------------------- | -------------- |
| Канада (Billboard Canadian Hot 100) | 51             |
| США (Billboard Hot 100)             | 27             |
| США (Billboard Country Airplay)     | 1              |
| США (Billboard Hot Country Songs)   | 4              |

### Годовые итоговые чарты
| Чарт (2012)                      | Позиция |
| -------------------------------- | ------- |
| US Billboard Hot 100             | 95      |
| US Hot Country Songs (Billboard) | 18      |

### Сертификации
| Регион | Сертификация | Продажи    |
| --- | ------------ | ---------- |
| Канада (Music Canada) | Платиновый   | 80,000^    |
| США (RIAA) | Платиновый   | 1 000 000* |
| * Данные о продажах приведены только на основе сертификации. ^ Данные о тиражах приведены только на основе сертификации. |              |            |